# Паскаль Етшеменеді
Паскаль Етшеменеді (фр. Pascale Etchemendy; нар. 6 червня 1966) — колишня французька тенісистка.
Найвищу одиночну позицію світового рейтингу — 132 місце досягла 11 червня 1990, парну — 211 місце — 11 квітня 1988 року.
Здобула 1 одиночний та 1 парний титул туру ITF.
Найвищим досягненням на турнірах Великого шолома було 2 коло в одиночному розряді.
Завершила кар'єру 1995 року.

## Фінали ITF

### Одиночний розряд (1–1)
| Легенда         |
| --------------- |
| турніри $25,000 |
| турніри $10,000 |

| Результат | Ранг | Дата            | Турнір                   | Покриття | Суперниця     | Рахунок  |
| --------- | ---- | --------------- | ------------------------ | -------- | ------------- | -------- |
| Перемога  | 1.   | 27 квітня 1986  | Гатфілд, Велика Британія | Ґрунт    | Гелена Олссон | 6–3, 7–5 |
| Поразка   | 2.   | 27 березня 1989 | Байонна, Франція         | Тверде   | Катрін Танв'є | 2–6, 4–6 |

### Парний розряд (1–2)
| Результат | Ранг | Дата             | Турнір                     | Покриття | Партнерка               | Суперниці                          | Рахунок  |
| --------- | ---- | ---------------- | -------------------------- | -------- | ----------------------- | ---------------------------------- | -------- |
| Поразка   | 1.   | 9 листопада 1987 | Істборн, Велика Британія   | Килим    | Джой Тейкон             | Євгенія Манюкова Наталія Медведєва | 1–6, 1–6 |
| Перемога  | 2.   | 31 липня 1989    | Віго, Іспанія              | Ґрунт    | Лусіана Корсато-Овсянка | Ана Ларракоечеа Ніноска Соуто      | 6–3, 6–1 |
| Поразка   | 3.   | 9 жовтня 1995    | Сен-Рафаель (Вар), Франція | Ґрунт    | Анжелік Олів'є          | Амелі Моресмо Беранжер Кійо        | 3–6, 6–7 |